# Century Tower
Century Tower (hebr. מגדל המאה, Migdal ha-Me'a) – wieżowiec w osiedlu Ha-Cafon ha-Chadasz w mieście Tel Awiw, w Izraelu.

## Historia

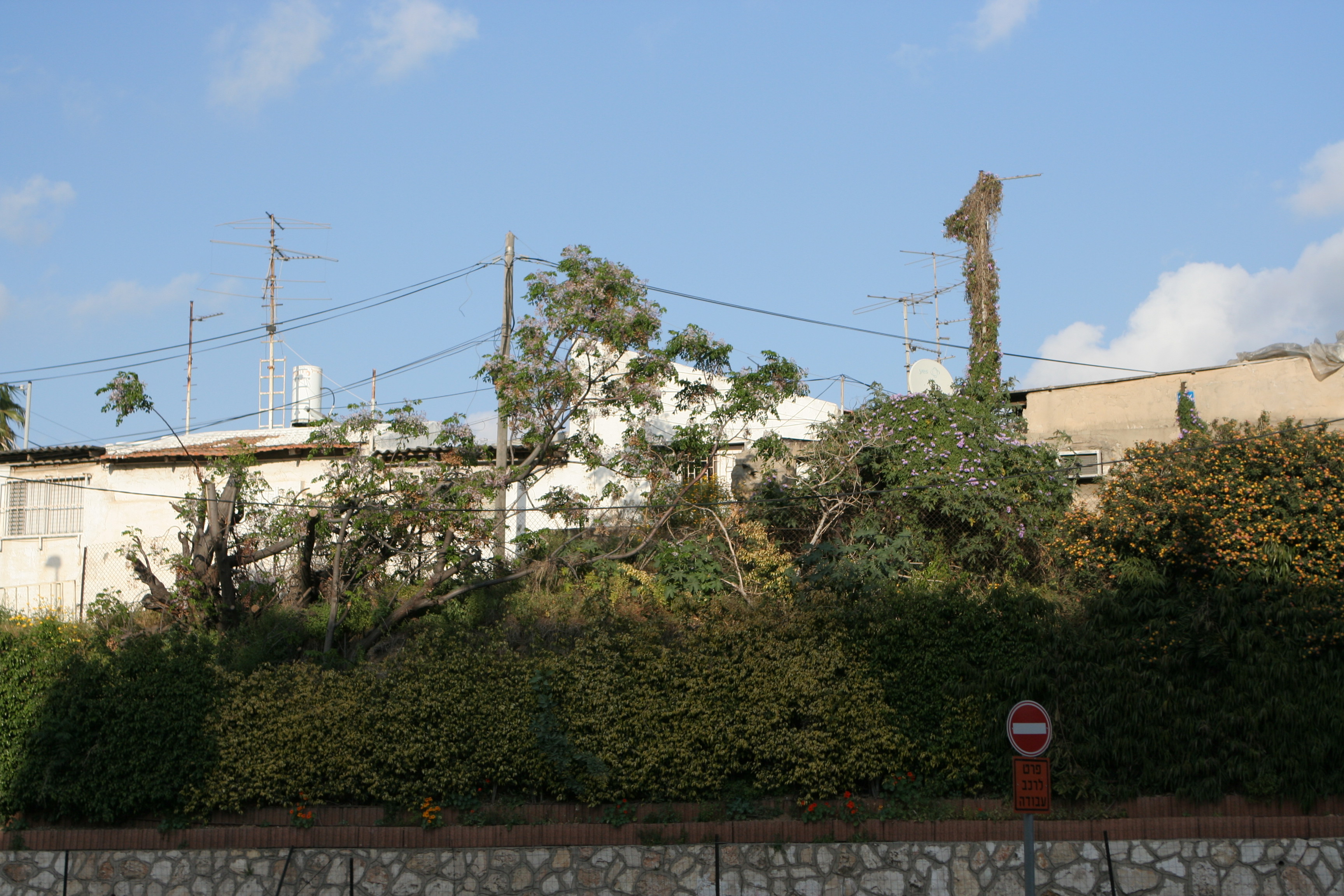
Domy dawnej wioski Al-Mas'udiyya

Pierwotnie w miejscu tym znajdowała się arabska wioska Al-Mas'udiyya (arab. المسعوديّة/صميل). W 1884 David i Sarah Ita Felman zakupili od mieszkańców wioski Al-Mas'udiyya ziemię o powierzchni 40 akrów. Założono na niej sad owocowy. Według danych brytyjskiego Funduszu Badań Palestyny (ang. Palestine Exploration Fund, PEF), w 1931 wioska Al-Mas'udiyya liczyła 651 mieszkańców i 72 domy.
Ucieczka arabskich mieszkańców rozpoczęła się podczas wojny domowej w Mandacie Palestyny. Początkowo przenieśli się oni do sąsiedniej wioski Al-Jammasin al-Gharbi. 25 grudnia 1947 do wioski Al-Mas'udiyya wkroczył oddział Hagany, którego członkowie zmusili mieszkańców wioski do jej opuszczenia. Teren wioski został włączony w obszar miasta Tel Awiw. Jednak władze miejskie nie wydały zezwolenia na zniszczenie domów, ponieważ nie zostały uregulowane sprawy własności gruntów. Z tego powodu teren wioski jest zachowany i znajduje się w obszarze aglomeracji miejskiej Tel Awiwu.
Początkowo władze miejskie wybudowały w tym miejscu piętrowy parking. Następnie na czwartej kondygnacji dobudowano pomieszczenia biurowe oraz sklep dla żołnierzy Sił Obronnych Izraela i ich rodzin. W latach 80. XX wieku wybudowano obecny wieżowiec.

## Dane techniczne
Budynek ma 21 kondygnacji i wysokość 71 metrów.
Wieżowiec wybudowano w stylu modernistycznym. Wzniesiono go z betonu, stali i szkła. Elewacja jest w kolorach szarym i czarnym.
Budynek jest wykorzystywany jako centrum handlowe i biurowiec. Między innymi mieści się tutaj siedziba holenderskich linii lotniczych KLM.